# Don't Cry
«Don't Cry» — пісня американського хард-рок гурту Guns N' Roses, дві версії якої були випущені одночасно на різних альбомах. Версія з оригінальним текстом є четвертим треком на альбомі Use Your Illusion I, тоді як версія з альтернативним текстом є тринадцятим треком на Use Your Illusion II. Існує також третя версія, офіційно випущена лише на синглі до пісні, вона була записана під час сессій альбому Appetite for Destruction.
Пісня потрапила до топ-10 у багатьох країнах, у тому числі посіла восьме місце в UK Singles Chart і десяте місце в US Billboard Hot 100. В Ірландії «Don't Cry» став другим синглом номер один Guns N' Roses, а у Фінляндії став другим хітом номер один з альбомів Use Your Illusion. Пісня також очолила музичний чарт Португалії, досягла другого місця в Новій Зеландії та Норвегії та потрапила до першої п’ятірки в Австралії, Данії та Швейцарії.

## Трек-лист
CD сингл (Geffen 21651)
1. "Don't Cry" (original) – 4:42
2. "Don't Cry" (alt. lyrics) – 4:42
3. "Don't Cry" (demo – 1985 Mystic Studio Sessions) – 4:42

## Учасники запису
- Ексл Роуз – головний вокал
- Слеш – соло-гітара
- Іззі Стредлін – ритм-гітара, бек-вокал
- Дафф МакКаган – бас-гітара, бек-вокал
- Метт Сорум — ударні
- Діззі Рід – клавішні

Додаткові музиканти
- Шеннон Хун – співпровідний вокал
- Стівен Адлер — ударні (демо-версія)

## Чарти
| Chart (1991–1992)                         | Peak position |
| ----------------------------------------- | ------------- |
| Австралія (ARIA)                          | 5             |
| Бельгія (Ultratop Flanders)               | 10            |
| Canada Top Singles (RPM)                  | 11            |
| Denmark (IFPI)                            | 3             |
| Europe (Eurochart Hot 100)                | 5             |
| Finland (Suomen virallinen lista)         | 1             |
| Франція (SNEP)                            | 25            |
| Німеччина (Media Control AG)              | 22            |
| Ірландія (IRMA)                           | 1             |
| Нідерланди (Dutch Top 40)                 | 6             |
| Нідерланди (Mega Single Top 100)          | 7             |
| Нова Зеландія (RIANZ)                     | 2             |
| Норвегія (VG-lista)                       | 2             |
| Portugal (AFP)                            | 1             |
| Spain (AFYVE)                             | 10            |
| Швеція (Sverigetopplistan)                | 9             |
| Швейцарія (Media Control AG)              | 3             |
| Велика Британія (Official Charts Company) | 8             |
| США (Billboard Hot 100)                   | 10            |

| Chart (1991)                    | Position |
| ------------------------------- | -------- |
| Australia (ARIA)                | 61       |
| Canada Top Singles (RPM)        | 87       |
| Europe (Eurochart Hot 100)      | 63       |
| Netherlands (Dutch Top 40)      | 92       |
| Netherlands (Single Top 100)    | 69       |
| New Zealand (Recorded Music NZ) | 25       |

| Chart (1992)               | Position |
| -------------------------- | -------- |
| Europe (Eurochart Hot 100) | 99       |

## Сертифікації
| Регіон | Сертифікація | Продажі  |
| --- | ------------ | -------- |
| Італія (FIMI) | Платиновий   | 50 000   |
| Нова Зеландія (RIANZ) | Золотий      | 5000*    |
| Велика Британія (BPI) | Срібний      | 200 000  |
| США (RIAA) | Золотий      | 500 000^ |
| *продажі, що базуються лише на сертифікаціях · ^відвантаження, що базуються лише на сертифікаціях · продажі+прослуховування, що базуються лише на сертифікаціях |              |          |